# Tadasuke Akiyama
Tadasuke Akiyama (japanska: 秋山 忠右?, Akiyama Tadasuke), född 17 mars 1941, död 25 juni 2013, var en berömd japansk fotograf.
Han föddes i Shinagawa, Tokyo och studerade senare vid Faculty of Political Science vid Wasedauniversitetet och vid Tokyo College of Photography. 1964 tog han examen och började som assistent åt Yasuhiro Ishimoto, men bytte snart till ett jobb som frilansfotograf. Tillsammans med Haruo Satō skapade han Wakai Gunzō (若い群像), en hyllad serie fotografier av unga människor i folkmassor, tagna på nära håll med ett vidvinkelobjektiv. Detta ledde också till ett vidare samarbete med Satō.
Akiyama reste till Öst- och Västeuropa just innan berlinmuren förstördes, och vid ungefär samma tidpunkt fotograferade han karnevaler i Västindien.
1970 började han som lärare vid Tokyo College of Photography.